# 约瑟夫·赖因贝格尔
约瑟夫·加布里埃尔·赖因贝格尔（德語：Joseph Gabriel Rheinberger；1839年3月17日—1901年11月25日），列支敦士登作曲家，管风琴家。长期在德国生活，在慕尼黑音乐学院任教多年。他的一部分作品受李斯特和瓦格纳的影响，但主要作品如大量管风琴曲和宗教合唱曲则风格较为传统，写作手法精密严谨，同时又富于浪漫主义精神。

## 外部連結
- 约瑟夫·赖因贝格尔的免费乐谱，由国际乐谱典藏计划提供
- 公有領域聲樂檔案館上约瑟夫·赖因贝格尔的作品